# Torneio Quadrangular do Rio de Janeiro de 1957
Torneio disputado no Rio de Janeiro entre os dias 4 e 20 de abril de 1957, também conhecido como Taça A. J. Renner.
O Renner, havia se sagrado campeão gaúcho em 1954, sendo este o seu grande título, vindo a fechar o seu Departamento de Futebol no final deste ano de 1957.
O Bangu foi o campeão do torneio.

## Participantes
Bangu
 Fluminense
 Renner
 Vasco da Gama

## Jogos
04/04: Vasco 3-0 Renner
Estádio: São Januário
09/04: Bangu 5-1 Renner
Estádio: Raulino de Oliveira - Volta Redonda
11/04: Fluminense 0-3 Renner
Estádio: Laranjeiras
14/04: Bangu 1-1 Vasco
Estádio: Moça Bonita
17/04: Fluminense 3-1 Vasco
Estádio: Laranjeiras
20/04: Fluminense 1-2 Bangu
Estádio: Laranjeiras

## Classificação Final
| Classificação Final | Classificação Final | Classificação Final | Classificação Final | Classificação Final | Classificação Final | Classificação Final | Classificação Final | Classificação Final | Classificação Final | Classificação Final |
| Times               | Times               | Pts                 | J                   | V                   | E                   | D                   | GP                  | GC                  | SG                  |                     |
| ------------------- | ------------------- | ------------------- | ------------------- | ------------------- | ------------------- | ------------------- | ------------------- | ------------------- | ------------------- | ------------------- |
| 1                   | Bangu               | 5                   | 3                   | 2                   | 1                   | 0                   | 8                   | 3                   | +5                  |                     |
| 2                   | Vasco da Gama       | 3                   | 3                   | 1                   | 1                   | 1                   | 5                   | 4                   | +1                  |                     |
| 3                   | Fluminense          | 2                   | 3                   | 1                   | 0                   | 2                   | 4                   | 6                   | -2                  |                     |
| 4                   | Renner              | 2                   | 3                   | 1                   | 0                   | 2                   | 4                   | 8                   | -4                  |                     |

## Campeão
| Torneio Quadrangular do Rio de Janeiro de 1957 |
| ---------------------------------------------- |
| Bangu Atlético Clube (1º título)               |